# 김동철 (1955년생 정치인)
김동철(金東喆, 1955년 8월 17일(음력 6월 30일)~)은 대한민국의 정치인이다. 제17·18·19·20대 국회의원을 지냈다.

## 학력
- 1968년 송정서국민학교 졸업
- 1971년 광주북성중학교 졸업
- 1974년 광주제일고등학교 졸업
- 1978년 서울대학교 법과대학 법학 학사

## 경력
- 한국산업은행 행원(조사부, 국제영업부, 노동조합)
- 한국내외문제연구회 이사
- 새광산시민연대 대표
- 권노갑 국회의원 비서실 보좌관
- 새정치국민회의 정책위원회 법제사법전문위원
- 새정치국민회의 당규소위원회 위원
- 새정치국민회의 야당탄압비상대책위원회 실무위원
- 새정치국민회의 권노갑 지도위원 특별보좌역
- 국회 정책연구위원
- 새정치국민회의 정책연구위원
- 김대중 대통령직인수위원회 사회문화분과 전문위원
- 김대중 정부 대통령비서실 정무국장
- 김대중 정부 대통령비서실 정무기획비서관
- 한국석유수출입협회 회장
- 새천년민주당 정책연구위원
- 열린우리당 정책연구위원
- 열린우리당 원내부대표
- 열린우리당 정책위원회 부위원장
- 열린우리당 제1정책조정위원장
- 열린우리당 한미FTA평가위원회 위원
- 국회 법제사법위원회 간사
- 제17대 대통령 선거 대통합민주신당 손학규 대통령 경선후보 비서실장
- 대통합민주신당 정부조직개편특별위원회 위원
- 민주당 전략기획위원장
- 민주당 광주광역시당 위원장
- 민주당 손학규 대표비서실장
- 국회 외교통상통일위원회 간사
- 국회 산업통상자원위원회 위원장
- 국회 국토교통위원회 위원장
- 국회 국방위원회 위원ㆍ예산결산특별위원회 간사
- 국민의당 광주광역시당 위원장
- 국민의당 비상대책위원장
- 국민의당 원내대표
- 국민의당 대표권한대행
- 바른미래당 원내대표
- 바른미래당 최고위원
- 바른미래당 비상대책위원장
- 국회 정치개혁특별위원회 위원
- 바른미래당 광주광역시당 위원장 직무대행
- 민생당 광주광역시당 위원장
- 제20대 대통령 선거 국민의힘 윤석열 대통령 후보 선거대책위원회 대통령 후보 직속 후보특별고문
- 제20대 대통령 선거 국민의힘 새시대준비위원회 지역화합본부장
- 제20대 대통령 선거 국민의힘 살리는 선거대책위원회 광주 선거대책위원회 선거대책위원장단 총괄선거대책위원장
- 제20대 대통령 선거 국민의힘 윤석열 대통령 후보 선거대책본부 대통령 후보 직속 후보특별고문
- 제20대 대통령 선거 국민의힘 윤석열 대통령 후보 선거대책본부 대통령 후보 직속 위원회 정권교체 동행 위원회 구성원
- 제20대 대통령직인수위원회 국민통합위원회 부위원장
- 사단법인 세계신지식인협회 고문
- 재단법인 김대중기념사업회 상임고문
- 한국전력공사 사장
- 대한전기협회 회장
- 한국에너지공과대학교 이사장

## 역대 선거 결과
|  | 13.95% |

|  | 57.98% |

|  | 50.39% |

|  | 68.39% |

|  | 53.03% |

|  | 13.33% |

## 소속 정당
| 소속 정당 | 소속 정당      | 소속 기간 | 비고      |
| --------- | -------------- | --------- | --------- |
|           | 민주당         | 1991~1995 | 정계 입문 |
|           | 무소속         | 1995~1996 | 탈당      |
|           | 새정치국민회의 | 1996~2000 | 입당      |
|           | 새천년민주당   | 2000~2002 | 합당      |
|           | 무소속         | 2002~2003 | 탈당      |
|           | 새천년민주당   | 2003      | 복당      |
|           | 무소속         | 2003      | 탈당      |
|           | 열린우리당     | 2003~2007 | 창당      |
|           | 대통합민주신당 | 2007~2008 | 합당      |
|           | 통합민주당     | 2008      | 합당      |
|           | 민주당         | 2008~2011 | 당명 변경 |
|           | 민주통합당     | 2011~2013 | 합당      |
|           | 민주당         | 2013~2014 | 당명 변경 |
|           | 새정치민주연합 | 2014~2015 | 합당      |
|           | 무소속         | 2015~2016 | 탈당      |
|           | 국민의당       | 2016~2018 | 창당      |
|           | 바른미래당     | 2018~2020 | 합당      |
|           | 민생당         | 2020~2021 | 합당      |
|           | 무소속         | 2021~현재 | 탈당      |

## 같이 보기
- 광산구 (선거구)
- 광산구 갑
- 광주 광산구의 국회의원